# Heliothelopsis
Heliothelopsis és un gènere d'arnes de la família Crambidae.

## Taxonomia
- Heliothelopsis arbutalis (Snellen, 1875)
- Heliothelopsis costipunctalis (Barnes & McDunnough, 1914)
- Heliothelopsis unicoloralis (Barnes & McDunnough, 1914)